# 罗尔夫·吕斯曼
罗尔夫·吕斯曼（德語：Rolf Rüssmann，1950年10月13日—2009年10月2日），德国男子足球运动员，场上位置是后卫。他曾代表西德国家队参加1978年国际足联世界杯，结果队伍止步第二轮。